# Semiothisa macariata
Semiothisa macariata là một loài bướm đêm trong họ Geometridae.